# Never Say Never Again
Never Say Never Again er en engelsk-amerikansk-vesttysk James Bond-film fra 1983. Det er den anden filmatisering af Ian Flemings roman Thunderball, begge med Sean Connery i hovedrollen som Agent 007.

## Baggrundshistorie
Never Say Never Again er ikke en del af Bond-serien fra EON Productions og omtales derfor undertiden som "uofficiel". Det er dog misvisende, idet producenterne helt legalt havde erhvervet rettighederne til filmen fra manuskriptforfatteren Kevin McClory. Historien blev til, da Kevin McClory år forinden samarbejdede med Ian Fleming om et filmprojekt. Filmen blev ikke til noget på det tidspunkt, men Ian Fleming beholdt de litterære rettigheder og brugte filmoplægget som grundlag for sin roman Thunderball, mens Kevin McClory beholdt filmrettighederne, resulterende i filmene Thunderball og Never Say Never Again.
Disse delte rettigheder medførte en række stridigheder inklusive en retssag, der fastslog Kevin McClorys rettigheder men også bestemte, at han ikke måtte udnytte dem før 1976. I 1976 var han så parat til at lave Bond-film og lavede sammen med Len Deighton og Sean Connery et manuskript med titlen Warhead. Det fik EON Productions op af stolen, og de fastslog, at Kevin McClorys rettigheder udelukkende gjaldt Thunderball og ikke, som han selv mente, James Bond i almindelighed. Det stoppede projektet for en stund og først i 1981, da Jack Schwartzman blev involveret, kom jura, finansiering og et nyt manuskript på plads. Optagelserne kom i gang men blev noget besværlige. Ydermere blev premieren af ukendte årsager udskudt et halvt år. Men premiere fik filmen altså, og trods blandet kritik tjente den pænt, om end den til dels måtte konkurrere med samme års Bond-film Octopussy fra EON Productions.
I forhold til Bond-filmene fra EON Productions har Never Say Never Again en række særpræg: M er ny, Q er anderledes og kaldes tillige Algernon, Felix Leiter er sort, Emilio Largo har skiftet navn til Maximillian Largo og Fiona Volpe er blevet til Fatima Blush. Dertil kommer fraværet af Gunbarrel-logo'et, James Bond-temaet og 007-temaet, der alle tre tilhører EON Productions og derfor ikke kunne bruges.
Filmens titel stammede i øvrigt fra Sean Connerys kone. Efter Diamonds Are Forever havde han på spørgsmålet om han ville spille Bond igen svaret "Never Again." Men 12 år senere kom han altså på andre tanker.

## Plot
En ny M er tiltrådt. Han har ikke meget til overs for den aldrende Bond som han sender til et kursted. Her er en mystisk sygeplejerske og patient på spil. De viser sig at være dele i terrororganisationen SPECTREs operation med at stjæle to AGM-86 krydsermissiler med kernevåben. Bond må på banen igen og følger sporene til SPECTRE-manden Maximillian Largo i Bahamas.

## Medvirkende
- Sean Connery – James Bond
- Klaus Maria Brandauer – Maximillian Largo
- Max von Sydow – Ernst Stavro Blofeld
- Barbara Carrera – Fatima Blush
- Kim Basinger – Domino Petachi
- Bernie Casey – Felix Leiter
- Alec McCowen – Q, "Algernoon"
- Edward Fox – M
- Pamela Salem – Miss Moneypenny
- Rowan Atkinson – Nigel Small-Fawcett

## Citater
- En ophidset Fatima Blush vil have Bonds skriftlige ord for, at deres samleje tidligere i filmen var det bedste i hans liv:

Fatima Blush: "Now write this: "The greatest rapture of my life was afforded me on a boat in Nassau by Fatima Blush," and sign it "James Bond, 007.""
James Bond: "I just remembered. It's against Service policy to give endorsements."
Fatima Blush: "WRITE!"
(Skriv dette: "Det bedste samleje i mit liv blev givet mig på en båd i Nassau af Fatima Blush" og underskriv det "James Bond, 007." – Jeg kom lige i tanke om noget. Det er imod tjenestens politik at give anbefalinger. – SKRIV!)
- Largo er ikke helt normal, tværtimod:

Domino Petachi: "You're crazy!"
Largo: "Crazy? Yeah... maybe. I'm crazy."
(Du er gal! – Gal? Ja... måske. Jeg er gal.)
- Filmens titel siges ikke direkte i filmen, men til slut får vi dette replikskifte:

Small-Fawcett: "I'm sorry Mr. Bond. I obviously caught you in a bad moment."
James Bond: "M sent you!"
Small-Fawcett: "Only to plead for your return, Sir. M says that without you in the service, he fears for the security of the civilized world."
James Bond: "Never again."
Domino Petachi: "Never?"
(Jeg er ked af det Mr. Bond. Jeg fangede Dem tydeligevis i et uheldigt øjeblik – M sendte dig! – Kun for at tigge Dem om at komme tilbage, Sir. M siger at uden Dem i tjenesten, frygter han for den civiliserede verdens sikkerhed. – Aldrig igen. – Aldrig?)

## Hjælpemidler
- XT-7B – Flyvende platforme der kan skydes ud fra en amerikansk ubåd. Tophemmelige men ikke desto mindre kender både russerne og briterne til den.
- Raketpen – Fyldepen der kan affyre en lille effektiv raket. Teknikken er dog ikke helt i orden endnu.
- Armbåndsur med laser – Bond bliver lænket men med denne handy sag varer det ikke ret længe før lænkerne er skåret over.
- Radiosender og -modtagere – Fatima Blush planter en radiosender på Bonds luftflaske da de er ude og dykke. Det får nogle hajer med påhæftede radiomodtagere til at angribe Bond.

## Optagesteder
- Frankrig
- Nassau, Bahamas
- Monaco (bl.a. i Casino de Monte Carlo)
- Storbritannien
- USA
- Malta
- Spanien

## Trivia
- Læg mærke til den ikke alt for smarte britiske agent Nigel Small-Fawcett. Han spilles af Rowan Atkinson der siden skulle blive verdensberømt som Mr. Bean.